# Blagoja Georgievski
Blagoja Georgievski (Macedonisch: Благоја Георгиевски) (Skopje, 15 oktober 1950 - aldaar, 29 januari 2020) was een Macedonisch basketballer en basketbalcoach.

## Carrière
In 1971 nam hij deel aan het Europees kampioenschap in de Bondsrepubliek Duitsland (West-Duitsland) en won de zilveren medaille met zijn team. In 1972 maakte hij deel uit van het team dat speelde op de Olympische Spelen van München. In 1976 speelde hij op de Olympische Spelen in Montreal, samen met het Joegoslavische team won hij de zilveren medaille. Begin 1990, na zijn pensionering als speler, werd hij trainer en hoofdcoach van de nationale ploeg.
Het grootste deel van zijn sportcarrière 1975-76 speelde hij bij KK Rabotnički, een team in de Joegoslavische topbasketbalcompetitie. Hij speelde twee keer de finale van de beker maar verloor twee keer.
Hij overleed op 29 januari 2020 op negenenzestigjarige leeftijd in Skopje nadat hij betrokken was geraakt bij een verkeersongeval toen hij door een nat wegdek de controle verloor over het voertuig dat hij bestuurde.

## Erelijst
- Olympische Spelen: 1x
- EuroBasket: 1x
- Middellandse Zeespelen: 2x
- Nummer 13 teruggetrokken door KK Rabotnički Skopje